# Solenn Heussaff (actriz)
Solenn Marie Adea Heussaff de Bolzico (Makati; 20 de julio de 1985), más conocida como Solenn Heussaff, es una actriz, cantante, diseñadora de moda, modelo, presentadora de televisión y VJ filipina. Fue una de las náufragas oficiales de Survivor Filipinas: Celebrity Showdown. Llegó a la Final Three. En diciembre de 2010, firmó un contrato de grabación con MCA Music, un contrato cinematográfico con Regal Entertainment y un contrato televisivo con GMA Network y GMA Artist Center.
Presentadora de televisión, también lanzó su marca de cosméticos.

## Primeros años
Es la segunda hija de Cynthia Adea (filipina), y de Louis Paul Heussaff (francés y marroquí), un ex marinero de la Armada francesa de Douarnenez, de Bretaña que formó parte de la Marina nacional de Francia y que actualmente funge como jefe de una empresa de servicios SOS, para una industria petrolera. Tiene una hermana mayor llamada Vanessa y un hermano menor llamado Erwan, un restaurantero y bloguero gastronómico; quién está casado con la también actriz Anne Curtis.

### Educación
Después de graduarse en Eurocampus (ahora Escuela Internacional Europea), Heussaff estudió diseño de moda en Studio Berçot, París, durante tres años. También realizó un curso de 6 meses sobre maquillaje básico de belleza/moda, pintura corporal y prótesis en L'école Fleurimont, París. Luego continuó sus estudios en Make Up Forever Academy.

## Carrera

### Carrera temprana
Antes de ingresar al mundo del espectáculo, fue patrocinadora de varios productos dentro y fuera del país. Respaldó marcas importantes como Pop Cola, Kotex, Vitress Hair Solutions, Asian Secrets, Colgate, Argentina Corned Beef, Century Tuna, Greenwich Pizza and Pasta, Robinsons Land Corporation, Kenny Rogers Roasters, Axe, Holiday Ham y Milo NutriUp.

### Survivor Philippines: Celebrity Showdown
Su carrera artística, comenzó como modelo publicitario en la que apareció en diferentes anuncios para diferentes empresas reconocidas como Vitress Hair Solutions, Asian Secrets, SOLAIRE, Argentina, Century Tuna, Greenwich Pasta y Robinsons Land Corporation. Más adelante, Heussaff participó y compitió en un reality Show llamado Survivor Philippines: Celebrity Showdown en 2010. En este concurso de talento, era una de las competidoras más favoritas por el público en la que recibió bastante apoyo.   

### Carrera de actuación
Después de su participación en Survivor Philippines, la red televisiva de GMA Network tuvo varios proyectos programados para ella. Debutó por primera vez como actriz de cine, en una  película titulada My Valentine Girls junto a Lovi Poe y  Richard Gutiérrez.
También actuó junto a Richard Gutiérrez en una tele-serie de telefantasia llamada Captain Barbell, y en la tele-serie Temptation Island protagonizó junto a Marian Rivera, Heart Evangelista, Lovi Poe y Rufa Mae Quinto.

### Carrera musical
Heussaff se hizo conocer como cantante, cuando lanzó su primer álbum homónimo, el 17 de julio de 2011 en un programa de televisión de variedades llamado Party Pilipinas. Tuvo su primer gran concierto del 19 al 26 de agosto de 2011 en el Teatrino Promenade, Greenhills.
Luego lanzó su segundo álbum titulado SOS, publicado el 23 de agosto de 2013. El 25 de agosto, después de que Heussaff interpretó su último sencillo titulado, "Diva" junto a Ron Henley. De este su segundo álbum, recibió su primer premio de disco de platino.
En 2016, Heussaff lanzó su tercer álbum titulado, Solenn publicado el 2 de septiembre en 2014. El álbum se inspiró en el amor y ella coescribió la mayoría de las canciones.

### Diseñadora
Solenn Heussaff estudió diseño de moda en París durante tres años en Studio Berçot después de graduarse en la Escuela Internacional Europea de Manila. Luego hizo prácticas en Dior y Fanny Liautard. También trabajó como modista para la Semana de la Moda de París. Luego regresó a Filipinas para realizar una pasantía con Lulu Tan Gan, quien la contrató aproximadamente un mes después. Luego, un año después, regresó a París para estudiar maquillaje, prótesis y pintura corporal. Ha trabajado un poco para comedias como Jamel Comedy Club, 3 proyectos de Diesel y algunas obras de teatro. Luego volvió a trabajar con Lulu y me asignó el puesto de diseñador interno y desarrollador de productos.

## Vida personal
En 2012, Heussaff comenzó a salir con Nico Bolzico, un empresario argentino. En diciembre de 2014, Heussaff anunció su compromiso con Bolzico. La pareja se casó el 21 de mayo de 2016, en la iglesia parroquial de Notre-Dame-de-l'Assomption, en Combourg, Francia. En agosto de 2019, anunció su embarazo a través de Instagram. Dio a luz a su primera hija en Taguig el 1 de enero de 2020.
En julio de 2022 anunció que estaba embarazada por segunda vez. El 14 de diciembre de 2022 dio a luz a su segunda hija llamada Maëlys Lionel Bolzico.
Solenn Heussaff se hizo un tatuaje, en bretón, “Si te caes, levántate”.

## Filmografía

### Televisión
| Año          | Titulo                                   | Personaje                                                                     | Canal                     |
| 2018         | Cain at Abel                             | Abigail Buenaventura                                                          | GMA Network               |
| 2018         | Inday Will Always Love You               | Joana                                                                         | GMA Network               |
| 2018         | The One That Got Away                    | George                                                                        | GMA Network               |
| 2017–2018    | All Star Videoke                         | Herself / Host                                                                | GMA Network               |
| 2017–2018    | Alyas Robin Hood                         | Iris Rebecca Lizeralde                                                        | GMA Network               |
| 2016-2017    | Encantadia                               | Bathalumang Cassiopea / Hara Durié Cassiope-a "Mata" / Hara Avria / Ice Queen | GMA Network               |
| 2016         | A1 Ko Sa 'Yo                             | Miley                                                                         | GMA Network               |
| 2015/2016    | MariMar                                  | Capuccina Blanchett                                                           | GMA Network               |
| 2014         | Ilustrado                                | Nellie Boustead                                                               | GMA Network / GMA News TV |
| 2013/2015    | Sunday All Stars                         | Herself / Performer                                                           | GMA Network               |
| 2013         | Adarna                                   | Ibong Adarna II / Daiana                                                      | GMA Network               |
| 2013         | Akin Pa Rin ang Bukas                    | Jade Carmelo                                                                  | GMA Network               |
| 2013         | Indio                                    | Lalahon                                                                       | GMA Network               |
| 2012–present | Taste Buddies                            | Host                                                                          | GMA News TV               |
| 2012         | Eat Bulaga!                              | Co-Host                                                                       | GMA Network               |
| 2012         | Legacy                                   | Chloe Martin                                                                  | GMA Network               |
| 2011/2014    | Fashbook                                 | Host                                                                          | GMA News TV               |
| 2011/2012    | Bubble Gang                              | Herself                                                                       | GMA Network               |
| 2011         | Spooky Nights Presents: Da Mami          | Beth                                                                          | GMA Network               |
| 2011         | Captain Barbell                          | Janna Rahmani                                                                 | GMA Network               |
| 2010         | Survivor Philippines: Celebrity Showdown | Herself                                                                       | GMA Network               |
| 2010/2013    | Party Pilipinas                          | Co-Host / Performer                                                           | GMA Network               |

### Películas
| Año  | Titulo                         | Personaje         | Producción                              |
| 2016 | Love Is Blind                  | Fe/Maggie         | Regal Entertainment                     |
| 2016 | Lakbay2Love                    | Lianne            | Erasto Films                            |
| 2014 | Nuno Sa Puso                   | Hazel/Diwata Ania | Eight Motion Pictures And GMA Films     |
| 2014 | Da Possessed                   | Anna              | Star Cinema y Regal Entertainment       |
| 2014 | Mumbai Love                    | Ella              | Capestone Pictures                      |
| 2013 | Status: It's Complicated       | Sylvia            | Regal Entertainment                     |
| 2013 | Seduction                      | Sophia            | Regal Entertainment                     |
| 2012 | Sosy Problems                  | Margaux Bertrand  | GMA Films                               |
| 2012 | D' Kilabots Pogi Brothers Weh? | Lulu              | APT Entertainment and M-Zet Productions |
| 2012 | Boy Pick-Up: The Movie         | Angel             | GMA Films y Regal Entertainment         |
| 2011 | Yesterday, Today, Tomorrow     | Selene            | Regal Entertainment                     |
| 2011 | Temptation Island              | Pura K.           | GMA Films y [Regal Entertainment        |
| 2011 | My Valentine Girl]             | Andie             | GMA Films                               |